# 砂町銀座商店街

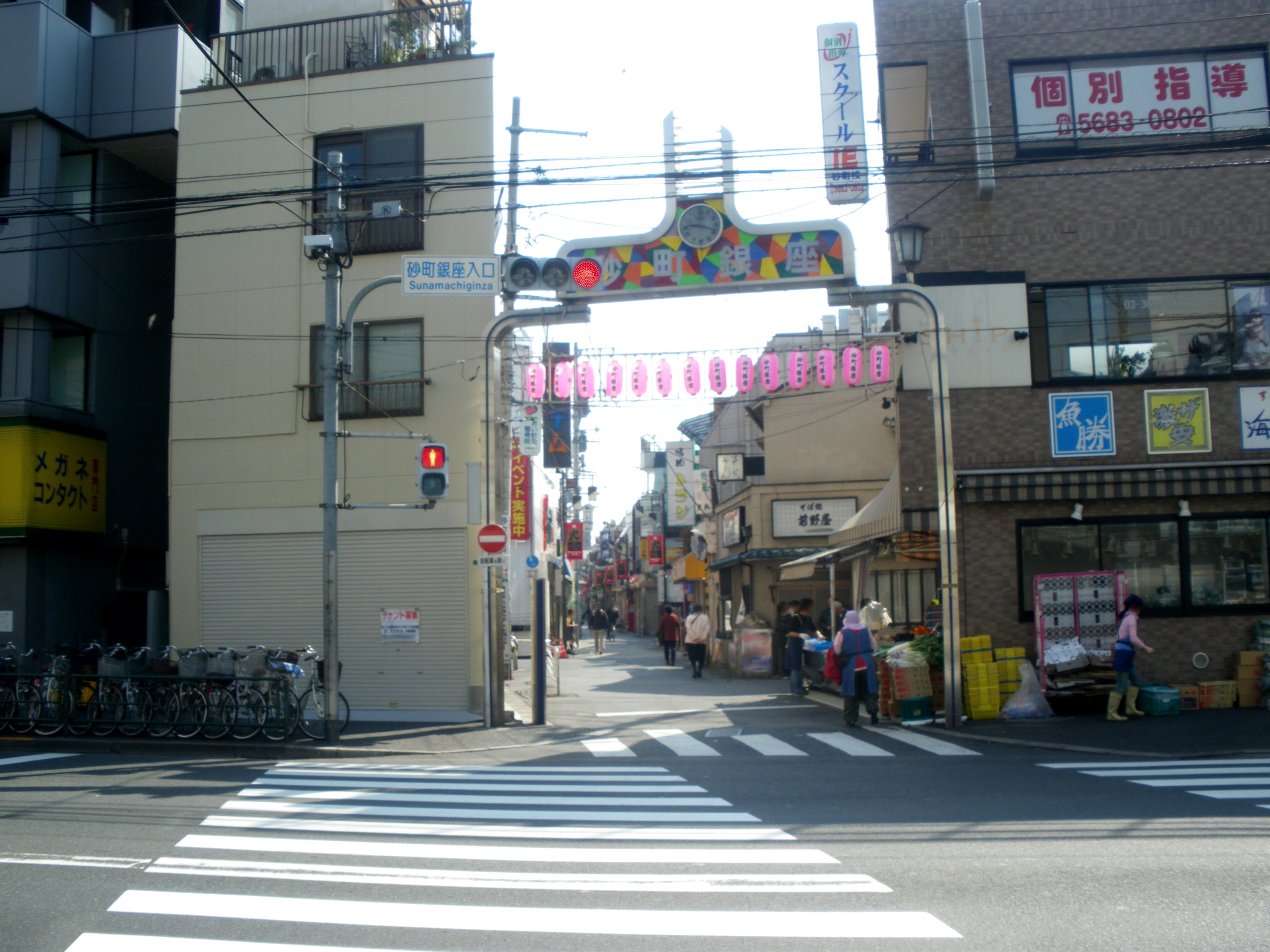
砂町銀座商店街の入口（明治通り側）

砂町銀座商店街（すなまちぎんざしょうてんがい）は東京都江東区北砂にある商店街。全長は約670m、店舗数は約140店。キャッチコピーは「砂銀へGO！」。戸越銀座商店街、十条銀座商店街と共に三大銀座商店街に数えられる。

## 概要
明治通りと丸八通りを結ぶように東西に延びている。戦前は30軒程度の商店街だったが、1945年(昭和20年)の東京大空襲で焦土と化した。戦後に店舗数が増え始め1963年(昭和38年)ごろに長さ670メートル、店舗数約180のほぼ現在の形になり、今もなお昭和の色影を色濃く残した下町の商店街である。8月上旬に七夕まつり、毎月10日には「ばか値市」と呼ばれる大安売りを行っている。平日で1日のべ15,000人、休日でのべ20,000人が訪れる。『日本経済新聞』2005年2月5日号の「訪れてみたい商店街」で、巣鴨、横浜の元町に次いで3位に選ばれた。

## 交通
鉄道路線より離れているため、以下の各駅より都営バスを利用する。下記の系統で「北砂二丁目」または「北砂七丁目」バス停で下車。
- JR総武線・東京メトロ半蔵門線 錦糸町駅
- JR総武線・東武亀戸線 亀戸駅
- 東京メトロ東西線 東陽町駅および南砂町駅
- 都営地下鉄新宿線 西大島駅および大島駅

北砂二丁目を経由する系統
- 都07系統（錦糸町駅 - 西大島駅 - 東陽町駅 - 門前仲町）
- 錦18系統（錦糸町駅 - 西大島駅 - 夢の島 - 新木場駅、平日運行）
- 両28系統（両国駅 - 西大島駅 - 境川 - 葛西橋）
- 亀29系統（亀戸駅 - 西大島駅 - 西葛西駅 - なぎさニュータウン）
- 急行05系統（錦糸町駅 - 西大島駅 - 新木場駅 - 日本科学未来館、土曜・休日運行）

北砂七丁目を経由する系統
- 亀21系統（亀戸駅 - 大島駅 - 旧葛西橋 - 東陽町駅）
- 亀23系統（亀戸駅 - 西大島駅 - 南砂町駅 - 江東高齢者医療センター）